# لكسبريسيون
لكسبريسيون (بالفرنسية: L'Expression)‏ وتعني الإبانة هي يومية جزائرية تصدر باللغة الفرنسية.

## وصلات خارجية
- الموقع الرسمي لجريدة لكسبريسيون